# Jana Romanova
Jana Sergejevna Romanova (Russisch: Яна Сергеевна Романова) (Koergan, 11 mei 1983) is een Russische biatlete. Ze vertegenwoordigde haar vaderland op de Olympische Winterspelen 2010 in Vancouver en op de Olympische Winterspelen 2014 in Sotsji.

## Carrière
Bij haar wereldbekerdebuut, in januari 2008 in Antholz, scoorde Romanova direct wereldbekerpunten. Op de wereldkampioenschappen biatlon 2008 in Östersund eindigde de Russische als zevende op de 15 kilometer individueel, tevens haar eerste toptienklassering in een wereldbekerwedstrijd. In Pyeongchang nam ze deel aan de wereldkampioenschappen biatlon 2009. Op dit toernooi eindigde ze als 24e op de 15 kilometer individueel. Tijdens de Olympische Winterspelen van 2010 in Vancouver eindigde Romanova als 56e op de 15 kilometer individueel. Op 25 maart 2010 boekte de Russin in Chanty-Mansiejsk haar eerste wereldbekerzege.
Op de wereldkampioenschappen biatlon 2011 in Chanty-Mansiejsk eindigde ze op de 15 kilometer individueel. In Ruhpolding nam Romanova deel aan de wereldkampioenschappen biatlon 2012. Op dit toernooi eindigde ze als zeventiende op de 15 kilometer individueel. Tijdens de Olympische Winterspelen van 2014 in Sotsji eindigde de Russische als negentiende op de 7,5 kilometer sprint, als 23e op de 10 kilometer achtervolging en als 53e op de 15 kilometer individueel. Samen met Olga Zajtseva, Jekaterina Sjoemilova en Olga Viloechina veroverde ze de zilveren medaille op de estafette.

## Resultaten

### Olympische Winterspelen
| Jaar | Plaats    | Resultaten                                                                             |
| ---- | --------- | -------------------------------------------------------------------------------------- |
| 2010 | Vancouver | 56e 15 km individueel                                                                  |
| 2014 | Sotsji    | 53e 15 km individueel · 19e 7,5 km sprint · 23e 10 km achtervolging · 4×6 km estafette |

### Wereldkampioenschappen
| Jaar | Plaats           | Resultaten            |
| ---- | ---------------- | --------------------- |
| 2008 | Östersund        | 7e 15 km individueel  |
| 2009 | Pyeongchang      | 24e 15 km individueel |
| 2011 | Chanty-Mansiejsk | 37e 15 km individueel |
| 2012 | Ruhpolding       | 17e 15 km individueel |

### Wereldbeker
Eindklasseringen
| Seizoen   | Algemeen | Individueel | Sprint | Achtervolging | Massastart |
| --------- | -------- | ----------- | ------ | ------------- | ---------- |
| 2007/2008 | 47e      |             |        |               |            |
| 2008/2009 | 45e      |             |        |               |            |
| 2009/2010 | 23e      |             |        |               |            |
| 2010/2011 | 27e      |             |        |               |            |
| 2011/2012 | 50e      |             |        |               |            |
| 2013/2014 | 24e      |             |        |               |            |

Wereldbekerzeges
| Nr. | Datum         | Plaats           | Onderdeel     |
| --- | ------------- | ---------------- | ------------- |
| 1.  | 25 maart 2010 | Chanty-Mansiejsk | 7,5 km sprint |